# 张青乡
张青乡，是中华人民共和国江西省九江市湖口县下辖的一个乡镇级行政单位。

## 行政区划
张青乡下辖以下地区：
张青村、竹山村、爱国村、青龙村、泉水村、程山村、荷塘村、八方村、檀垅村、刘瑞村和长塘村。